# Фан Вэньпэй
Фан Вэньпэ́й (кит. 方文培, пиньинь Fāng Wénpéi; 1899—1983) — китайский ботаник, специалист по систематике семейства Розовые и рода Рододендрон.

## Биография
Фан Вэньпэй родился 12 декабря 1899 года в городе Чжунсянь на востоке провинции Сычуань, начальное образование получал там же. Затем, с 1921 года, учился в Национальном Юго-Восточном университете в Нанкине. В 1927 году некоторое время работал ассистентом в биологической лаборатории Китайского научного общества, затем отправился на экспедицию по Сычуани. В 1928 году Фан путешествовал по горам Эмэйшань, с 1929 по 1932 совершил ещё несколько экспедиций по западному Китаю.
В 1935—1937 Фан изучал ботанику в Эдинбургском университете, после чего защитил там диссертацию на соискание степени доктора философии. Она представляла собой монографию китайских представителей семейства Кленовые. 
Фан Вэньпэй вернулся в Сычуаньский университет, с 1939 по 1942 заведовал там кафедрой ботаники.
Скончался 30 ноября 1983 года в Чэнду.

## Некоторые научные публикации
- Fang W.P. A monograph of Chinese Aceraceae. — 1940. — 346 p.
- Fang W.P. Icones plantarum Omeiensium. — 1942—1946. — 2 vols.

## Некоторые виды растений, названные в честь Фан Вэньпэя
- Athyrium fangii Ching, 1949
- Carpinus fangiana Hu, 1929
- Chirita fangii W.T.Wang, 1982 [≡ Primulina fangii (W.T.Wang) Mich.Möller & A.Weber, 2011]
- Cirsium fangii Petr., 1938
- Epilobium fangii C.J.Chen, Hoch & P.H.Raven, 1992
- Eurya fangii Rehder, 1930
- Hemiboea fangii Chun ex Z.Y.Li, 1983
- Ligularia fangiana Hand.-Mazz., 1938
- Listera fangii Tang & F.T.Wang ex S.C.Chen & G.H.Zhu, 2002 [≡ Neottia fangii (Tang & F.T.Wang ex S.C.Chen & G.H.Zhu) S.C.Chen, S.W.Gale & P.J.Cribb, 2009]
- Pasania fangii Hu & W.C.Cheng, 1951 [≡ Lithocarpus fangii (Hu & W.C.Cheng) C.C.Huang & Y.T.Chang, 1988]
- Pratia fangiana E.Wimm., 1935 [≡ Lobelia fangiana (E.Wimm.) S.Y.Hu, 1980]